# Serviciul Maritim Român

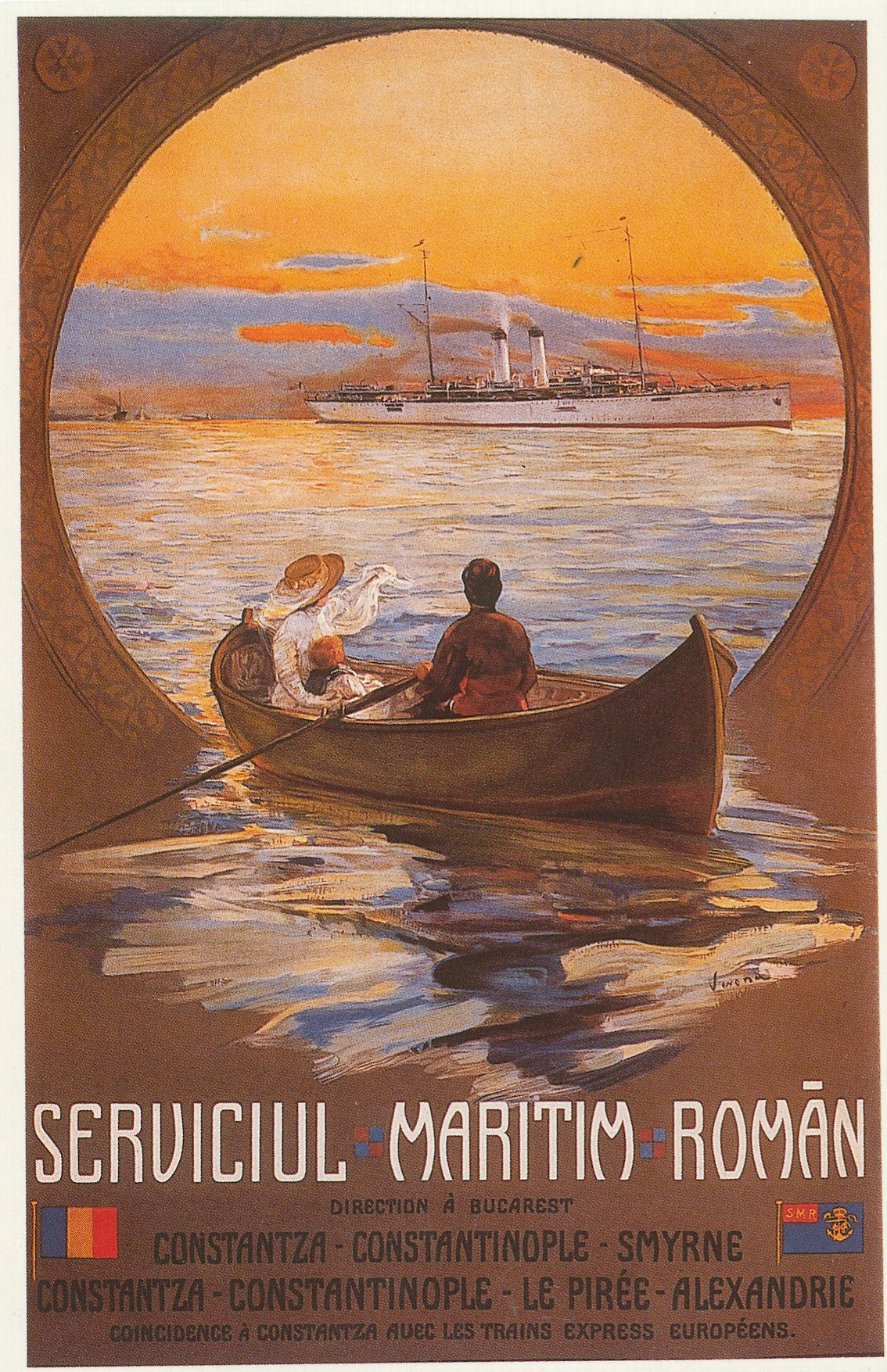
Werbeplakat des SMR von 1897

Der Serviciul Maritim Român (S.M.R.) war eine staatliche rumänische Reederei, die von 1895 bis 1945 bestand.

## Geschichte
Der SMR wurde 1895 mit Sitz in Bukarest gegründet. Die Reederei befuhr mit ihren im Laufe der Jahrzehnte insgesamt mit rund 30 Schiffen, darunter ein Dutzend Passagier- und Postschiffe, das Schwarze Meer und das östliche Mittelmeer. Regelmäßig angelaufene Häfen waren Constanța, Warna, Istanbul, Izmir, Thessaloniki, Piräus, Alexandria, Haifa und Beirut.
Ihre bekanntesten Passagier- bzw. Kombischiffe waren die Împăratul Traian, die Dacia, die Regele Carol I, die România, die Transilvania, die Basarabia und die vier 1932/33 von der Hapag gekauften Schiffe der Emil Kirdorf-Klasse: Ardeal (ex Emil Kirdorf), Alba Iulia (ex Carl Legien), Suceava (ex Albert Vögler) und Peleș (ex Adolf von Baeyer). Als kurz nach der Gründung noch nicht genügend eigene Schiffe zur Verfügung standen, charterte sie 1896 und 1897 von Ballins Dampfschiff-Rhederei die Cobra, um den Liniendienst zwischen Constanța und Istanbul aufzubauen.
Im Jahre 1945 wurde die Gesellschaft liquidiert und durch die sowjetisch-rumänische Sovromtransport ersetzt, die auch die bedeutende rumänische Donauschifffahrt übernahm.

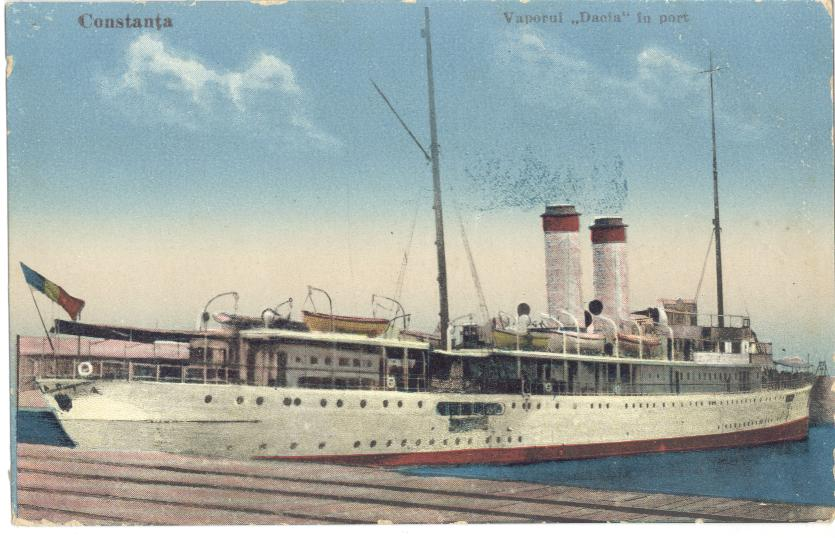
Die Dacia
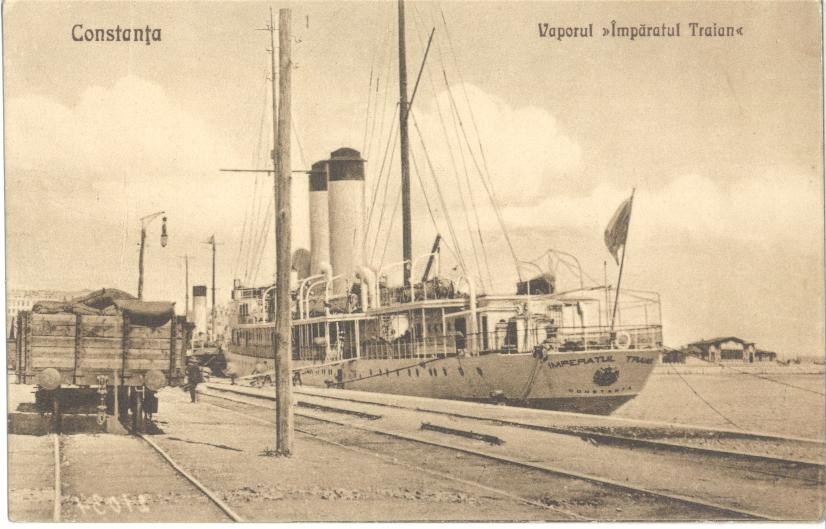
Die Împăratul Traian
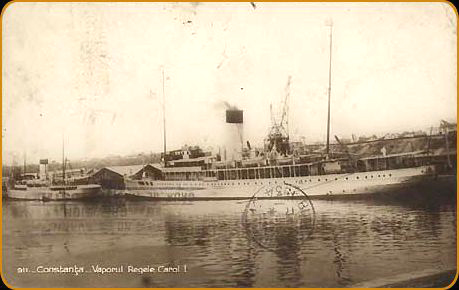
Die Regele Carol I
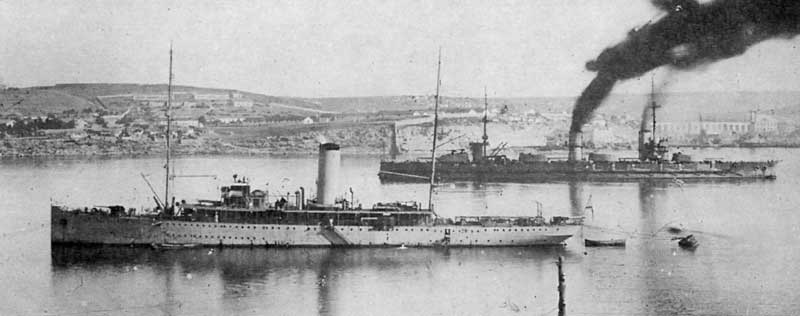
Die România als russischer Hilfskreuzer 1917

## Schiffe der Reederei
Die Liste enthält ein Verzeichnis aller bekannten Schiffe der Reederei.
| Name             | Baujahr | Werft                                               | Vermessung | Dienstzeit | Anmerkungen, Verbleib |
| ---------------- | ------- | --------------------------------------------------- | ---------- | ---------- | --- |
| Medea D.         | 1884    | Palmers Shipbuilding and Iron Company, Jarrow       | 819 BRT    | 1895–1902  | Passagier- und Frachtschiff, 1884 Medea der Donau-Dampfschiffahrts-Ges., 1895 Ankauf SMR, 1902 griech. Erissos, 1925 türk. Roumeli und Rumeli, 1931 türk. Saadet, 1954 in Istanbul abgewrackt;                                                                     |
| Cobra            | 1889    | Fairfield Shipbuilding & Engineering Company, Govan | 987 BRT    | 1896–1897  | Passagierschiff, 1889 brit. Cobra, 1889 brit. St. Tudno, 1890 brit. Cobra und dt. Cobra der Ballins Dampfschiff-Rhederei; 1896 und 1897 von SMR gechartert, 1902 in Charter der Hamburg-Amerika-Linie, 1919 frz. Kriegsbeute, 1920 zurück, 1922 abgewrackt;        |
| Meteor           | 1887    | J. & G. Thompson, Glasgow                           | 1296 BRT   | 1896–1898  | Passagier- und Frachtschiff, 1887 brit. Meteor, 1895 Ankauf SMR, 1898 auf Reise Istanbul – Constanța gesunken; |
| Principesa Maria | 1895    | Fratelli Orlando, Livorno                           | 1605 BRT   | 1897–1937  | Passagierschiff, 1895 ital. Ignazio Floro, 1896 in SMR-Charter, 1897 Ankauf SMR, 1907 auf Tenedos gestrandet und geborgen, 1916 russ. Netzleger, 1918 russ. Osvobosdenie und rot-rumän. Desrobirea, 1919 zurück an SMR, 1937 aufgelegt und abgewrackt;             |
| București        | 1897    | Robert Napier & Sons, Glasgow                       | 2269 BRT   | 1897–1940  | Frachtschiff, Neubau für SMR, 1940 auf Reise Galați – Palästina vor Samothraki gestrandet und anschl. abgewrackt; |
| Constanța        | 1886    | Ateliers & Chantiers de la Loire, Nantes            | 195 BRT    | 1897–1902  | Rad-Schleppdampfer, 1886 Constanța der rumän. Regierung, 1897 Übernahme durch SMR, 1900 Umbenennung: Sulina, 1902 Abgabe an rumän. Staatseisenbahn, 1916 angeblich nach Minentreffer gesunken;                                                                     |
| Dobrugea         | 1897    | Robert Napier & Sons, Glasgow                       | 2268 BRT   | 1897–1936  | Frachtschiff, Neubau für SMR, 1916 Transporter der russ. Marine, 1919 zurück, 1936 abgewrackt; |
| Iași             | 1897    | Robert Napier & Sons, Glasgow                       | 2269 BRT   | 1897–1933  | Frachtschiff, Neubau für SMR, 1916 Transporter in der russ. Marine, 1919 zurück, 1933 abgewrackt; |
| Turnu Severin    | 1897    | Howaldtswerke, Kiel                                 | 2215 BRT   | 1897–1925  | Frachtschiff, Neubau für SMR, 1916 Transporter in der russ. Marine, 1919 zurück, 1925 vor Cap Gris-Nez gestrandet und abgewrackt; |
| Constanța        | 1897    | Howaldtswerke, Kiel                                 | 2213 BRT   | 1897–1933  | Frachtschiff, Neubau für SMR, 1916 Transporter in der russ. Marine, 1919 zurück, 1933 abgewrackt; |
| Regele Carol I   | 1898    | Fairfield Shipbuilders, Govan                       | 2369 BRT   | 1898–1941  | Passagierschiff, Neubau für SMR, 1916 Hilfskreuzer der rumän. und Flugzeugmutterschiff der russ. Marine, 1919 zurück, 1941 Minenleger der rumän. Marine, 1941 nach Minentreffer gesunken;                                                                          |
| România          | 1905    | Fairfield Shipbuilders, Govan                       | 3152 BRT   | 1905–1944  | Passagierschiff, Neubau für SMR, 1916 Flugzeugmutterschiff der russ. Marine, 1919 zurück, 1942 Schnellbootbegleitschiff der Kriegsmarine, 1943 Minenleger, 1944 nach Luftangriff gesunken;                                                                         |
| Împăratul Traian | 1906    | Ateliers & Chantiers de la Loire, Saint-Nazaire     | 3152 BRT   | 1906–1927  | Passagierschiff, Neubau für SMR, 1916 Flugzeugmutterschiff der russ. Marine, 1919 zurück, 1927 vor Cap Tuzla gestrandet und verloren; |
| Dacia            | 1907    | Ateliers & Chantiers de la Loire, Saint-Nazaire     | 3422 BRT   | 1907–1944  | Passagierschiff, Neubau für SMR, 1916 Flugzeugmutterschiff der russ. Marine, 1919 zurück, 1941 rumän. Hilfskreuzer, 1944 sowjet. Schulschiff Desna, 1961 abgewrackt;                                                                                               |
| Ovidiu           | 1911    | Alley & MacLean, Glasgow                            | ?? BRT     | 1911–1916  | Hafenschlepper, Neubau für SMR, Einsatz in Constanța, 1914 in rumän. Marine als Minenleger vorgesehen, 1916 vor Constanța nach Minentreffer gesunken; |
| Bucegi           | 1913    | Grangemouth Dockyard Company, Greenock              | 4330 BRT   | 1913–1940  | Frachtschiff, Neubau für SMR, 1916 Transporter in der russ. Marine, 1919 zurück, 1940 an Ministry of War Transport, 1947 finn. Petsamo, 1959 abgewrackt; |
| Carpați          | 1913    | Grangemouth Dockyard Company, Greenock              | 4350 BRT   | 1913–1942  | Frachtschiff, Neubau für SMR, 1916 Transporter in der russ. Marine, 1919 zurück, 1942 vor Sulina von sowj. U-Boot versenkt; |
| Durostor         | 1911    | Kjøbenhavns Flydedok & Skibsværft A/S, Kopenhagen   | 1309 BRT   | 1914–1944  | Frachtschiff, 1911 russ. St. Petersburg, 1914 Ankauf Durostor, 1941 in deutscher Charter, 1944 nach sowj. Luftangriff westlich Sewastopol gesunken; |
| Oituz            | 1905    | Neptun Werft, Rostock                               | 2679 BRT   | 1919–1944  | Frachtschiff, 1905 dt. Hornsund, 1911 dt. Leros, 1914 an türk. Regierung, 1915 von brit. U-Boot versenkt, gehoben, 1919 rumän. Kriegsbeute: Oituz, 1941 deutsche Charter, 1943 von Deutschland übernommen, 1944 schwer beschädigt an Sowjets, bis 1969 abgewrackt; |
| Julia            | 1883    | Stabilimento Tecnico Triestino, Triest              | 428 BRT    | 1924–1926  | Frachtschiff, 1883 russ Julia, 1916 Hilfsminensuchboot der russ. Marine, 1924 an SMR, Verbleib nach 1926 unklar; |
| Ardeal           | 1922    | Reichsmarinewerft Wilhelmshaven, Wilhelmshaven      | 5695 BRT   | 1932–1942  | Passagier- und Frachtschiff, 1922 dt. Emil Kirdorf, 1932 Ankauf SMR, 1941 in deutscher Charter, 1945 sowj. Ardeal, 1948 rumän. Ardeal, 1963 abgewrackt; |
| Alba Iulia       | 1922    | Reichsmarinewerft Wilhelmshaven, Wilhelmshaven      | 5700 BRT   | 1932–1944  | Passagier- und Frachtschiff, 1922 dt. Carl Legien, 1932 Ankauf SMR, 1941 in deutscher Charter, 1944 nach sowj. Bombentreffer gesunken, 1945 gehoben, sowj. Nikolaev, 1962 abgewrackt;                                                                              |
| Peleș            | 1922    | Reichsmarinewerft Wilhelmshaven, Wilhelmshaven      | 5700 BRT   | 1932–1941  | Passagier- und Frachtschiff, 1922 dt. Adolf von Baeyer, 1932 Ankauf SMR, 1941 durch sowj. U-Boot versenkt; |
| Suceava          | 1923    | Reichsmarinewerft Wilhelmshaven, Wilhelmshaven      | 5710 BRT   | 1932–1943  | Passagier- und Frachtschiff, 1922 dt. Albert Vogler, 1932 Ankauf SMR, 1941 in deutscher Charter, 1943 durch sowj. U-Boot versenkt; |
| Transilvania     | 1938    | Burmeister & Wain, Kopenhagen                       | 6672 BRT   | 1938–1945  | Passagierschiff, Neubau für SMR, 1941 in Istanbul aufgelegt, 1945 zurück und an Sovromtransport, 1955 an Navrom, 1979 im Hafen Galați gekentert und abgewrackt; |
| Basarabia        | 1938    | Burmeister & Wain, Kopenhagen                       | 6672 BRT   | 1938–1944  | Passagierschiff, Neubau für SMR, 1941 in Istanbul aufgelegt, 1944 sowjet. Beute, 1948 sowjet. Ukraina, 1987 abgewrackt; |
| Sulina           | 1939    | Cantieri Navali Riuniti, Werk Palermo               | 3495 BRT   | 1939–1942  | Passagier- und Frachtschiff, Neubau für SMR, 1941 in deutscher Charter, 1942 durch sowj. U-Boot versenkt; |
| Cavarna          | 1939    | Cantieri Navali Riuniti, Werk Palermo               | 3495 BRT   | 1940–1941  | Passagier- und Frachtschiff, Neubau für SMR, 1941 in deutscher Charter nach Minentreffer gesunken; |
| Mangalia         | 1939    | Cantieri Navali Riuniti, Werk Palermo               | 3495 BRT   | 1940–1941  | Passagier- und Frachtschiff, Neubau für SMR, 1941 in New York beschlagnahmt, US-Truppentransporter USS Pleiades, 1945 als Scepter aufgelegt, 1966 abgewrackt; |
| Balcic           | 1940    | Cantieri Navali Riuniti, Werk Palermo               | 3495 BRT   | 1940–1943  | Passagier- und Frachtschiff, Neubau für SMR, 1941 in deutscher Charter, 1943 in Split durch Bombentreffer gesunken, nach 1945 gehoben: jugosl. Srem, 1951 Vojvodina, 1969 panam. Kim, 1975 Dafodil, 1976 Opal, 1979 abgewrackt;                                    |